# Champcerie
Champcerie är en kommun i departementet Orne i regionen Normandie, nordvästra Frankrike. Kommunen ligger i kantonen Putanges-Pont-Écrepin som tillhör arrondissementet Argentan. År 2022 hade Champcerie 177 invånare.

## Befolkningsutveckling
Antalet invånare i kommunen Champcerie
| Referens: INSEE |